# Diecezja armeńska
Diecezja armeńska (łac. Dioecesis Armeniensis, hiszp. Diócesis de Armenia) – rzymskokatolicka diecezja ze stolicą w Armenii, w Kolumbii. Biskupi Armenii są sufraganami arcybiskupów Manizales.
Terytorium diecezji obejmuje świecki departament Quindío.

## Historia
17 grudnia 1952 mocą decyzji Piusa XII, wyrażonej w bulli Leguntur saepissime, erygowana została diecezja armeńska. Do tej pory tereny nowego biskupstwa wchodziły w skład diecezji Manizales (obecnie archidiecezja Manizales) oraz zlikwidowanej w tym dniu prefektury apostolskiej Chocó.

## Główne świątynie
- Katedra: Katedra Niepokalanego Poczęcia w Armenii

## Biskupi
- José de Jesús Martinez Vargas (18 grudnia 1952 - 8 lutego 1972)
- Libardo Ramírez Gómez (8 lutego 1972 - 18 października 1986) następnie mianowany biskupem Garzón
- José Roberto López Londoño (9 maja 1987 - 7 października 2003) następnie mianowany biskupem Jericó
- Fabio Duque Jaramillo OFM (29 listopada 2003 - 11 czerwca 2012) następnie mianowany biskupem Garzón
- Pablo Emiro Salas Anteliz (18 sierpnia 2014 - 14 istopada 2017) następnie mianowany arcybiskupem Barranquilli
- Carlos Arturo Quintero Gómez (od 12 grudnia 2018)

## Bibliografia

Mapa diecezji